# Ashdown
Ashdown és una població dels Estats Units a l'estat d'Arkansas. Segons el cens del 2000 tenia 4.781 habitants.

## Demografia
Segons el cens del 2000, Ashdown tenia 4.781 habitants, 1.880 habitatges, i 1.287 famílies. La densitat de població era de 259,6 habitants/km².
Dels 1.880 habitatges en un 32,5% hi vivien nens de menys de 18 anys, en un 45,9% hi vivien parelles casades, en un 19,1% dones solteres, i en un 31,5% no eren unitats familiars. En el 29,5% dels habitatges hi vivien persones soles el 14,7% de les quals corresponia a persones de 65 anys o més que vivien soles. El nombre mitjà de persones vivint en cada habitatge era de 2,45 i el nombre mitjà de persones que vivien en cada família era de 3.
Per edats la població es repartia de la següent manera: un 26,4% tenia menys de 18 anys, un 9,7% entre 18 i 24, un 25,5% entre 25 i 44, un 21,8% de 45 a 60 i un 16,6% 65 anys o més.
L'edat mediana era de 36 anys. Per cada 100 dones de 18 o més anys hi havia 78,4 homes.
La renda mediana per habitatge era de 26.754 $ i la renda mediana per família de 34.850 $. Els homes tenien una renda mediana de 33.668 $ mentre que les dones 18.073 $. La renda per capita de la població era de 15.293 $. Entorn del 15,5% de les famílies i el 18,9% de la població estaven per davall del llindar de pobresa.

## Poblacions més properes
El següent diagrama mostra les poblacions més properes.